# Enrico De Angeli
Enrico De Angeli (30 aprile 1900 – 22 marzo 1979) è stato un ingegnere italiano.

## Biografia

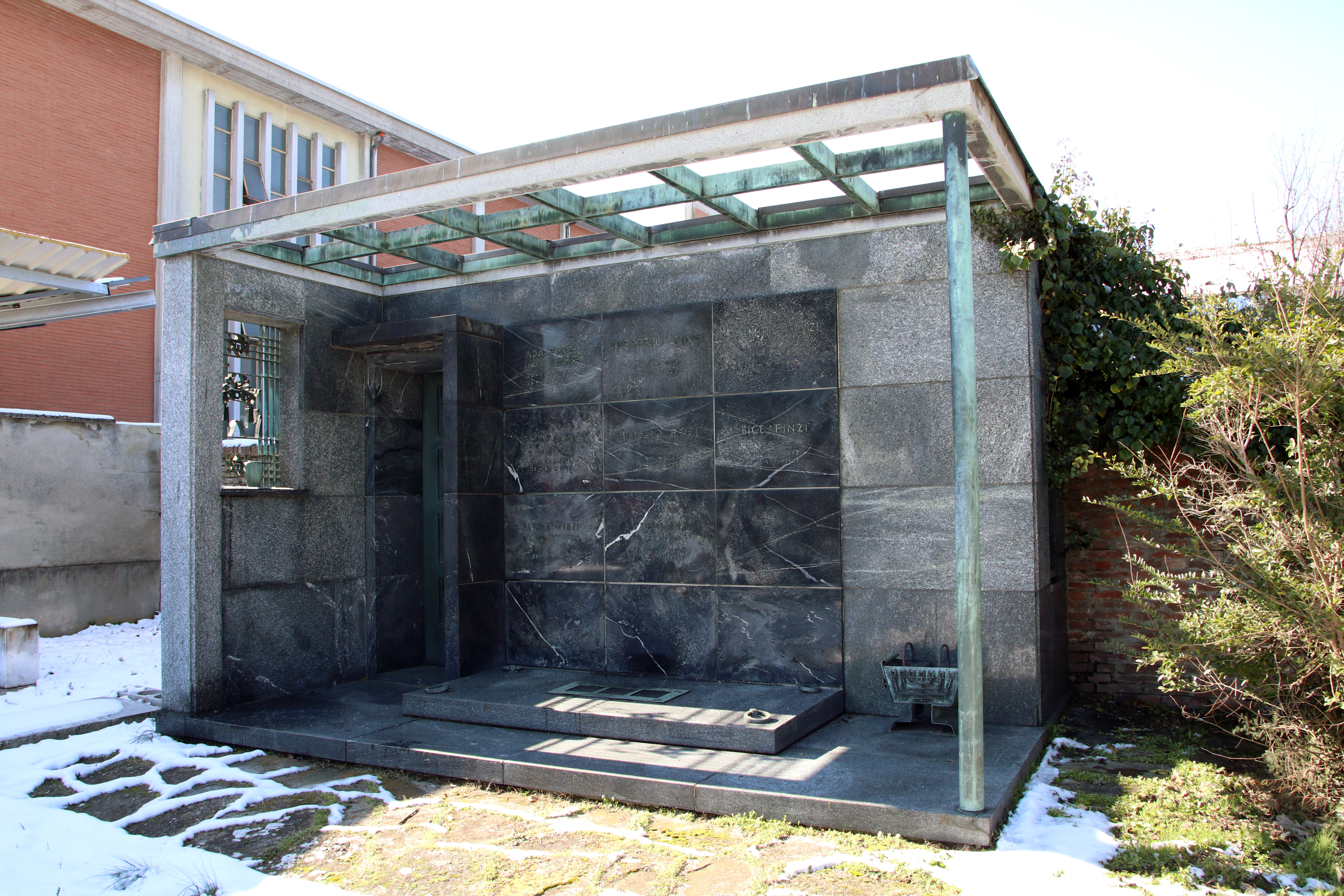
L'Edicola Finzi nella Certosa di Bologna

Enrico De Angeli si laurea in Ingegneria Civile nel 1924, dopo aver partecipato come volontario alla Grande Guerra.
Negli anni Trenta non ha studio né abitazione in città. Vive con la moglie in vari alberghi. Lo si incontra spesso nei caffè, mentre discute animatamente e disegna «con mano felicissima - su ritagli di giornale, sul rovescio di stampati, anche su tovaglioli di carta - progetti di palazzi, ville, negozi, con straordinaria bellezza e creatività»
Segnato dalle persecuzioni antiebraiche, realizza una sola architettura a Bologna, nel 1933: la villa Gotti sul colle di San Mamolo, uno dei capolavori del razionalismo architettonico bolognese.
Tornato a Bologna nel dopoguerra, pur non ricevendo grandi commesse, lascerà la sua impronta nell'allestimento di alcuni importanti uffici e negozi: Schiavio e Corradi in via Rizzoli, la valigeria Cremonini in via d'Azeglio.
Svolgerà anche una intensa collaborazione con la ditta Castelli per il design di mobili. 
Sarà infine autore di tombe di notevole pregio nel cimitero della Certosa, tra cui si segnalano l'edicola Finzi (1939) nel cimitero ebraico, la cappella Baldovino (1951) nel Campo degli Ospedali, la tomba Caruso nel Chiostro III.